# Harvington
Harvington est une localité anglaise située dans le comté du Worcestershire.